# Evander Holyfield
Evander Holyfield (Atmore, 19 de outubro de 1962) é um ex-pugilista norte-americano, pentacampeão mundial dos pesos-pesados.

## Biografia
Aos 14 anos de idade, venceu um torneio de boxe na Geórgia. Graduou-se em 1979, na Fulton High School, em Atlanta.
Disputou os Jogos Pan-Americanos de 1983, na categoria dos pesos meio-pesado, obtendo a medalha de prata. No ano seguinte, ganhou a medalha de bronze nos Jogos Olímpicos de Los Angeles, sendo desqualificado de forma controversa na semifinal. Ainda em 1984, conquistou o campeonato nacional da categoria (National Golden Gloves Championship) e realizou sua primeira luta como profissional, ocorrida em 15 de novembro de 1984, contra o também americano Lionel Byarm.

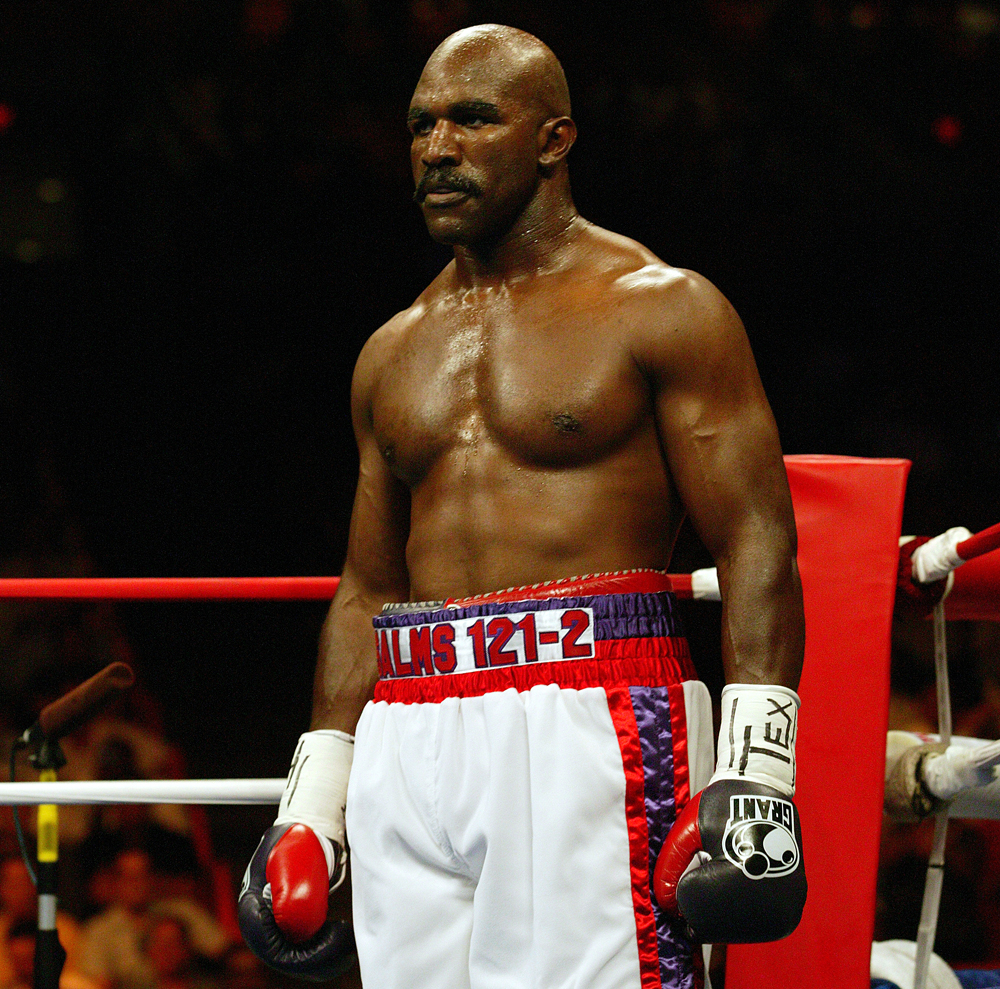
Holyfield em 2007

Em sua 12ª luta, recebeu o título dos pesos semipesados da Associação Mundial de Boxe (WBA) derrotando por pontos Dwight Muhammad Qawi em 1986, além do prêmio da Federação Internacional de Boxe (IBF) ao nocautear Rickey Parkey em 1987.
No dia 25 de outubro de 1990, Holyfield conquistou seu primeiro título dos pesos-pesados pela Associação Mundial de Boxe, vencendo James Buster Douglas por nocaute. A vitória na luta também rendeu a Holyfield os títulos da Federação Internacional de Boxe e do Conselho Mundial de Boxe.
Em novembro de 1996, desafiou Mike Tyson pelo título da WBA. Holyfield venceu de forma surpreendente ao realizar a proeza de nocautear (TKO) Tyson no 11.º round. Em junho de 1997, venceu a revanche de modo espantoso quando Tyson foi desqualificado no fim do terceiro round ao arrancar parte da orelha de Holyfield. Em novembro, adicionou o título da IBF ao seu título da WBA nocauteando Moorer após oito rounds em Las Vegas.
Defendeu seu título da IBF contra Vaughn Bean em 1998 e ambos títulos, em circunstância controversa, contra Lennox Lewis um ano depois. Lewis venceu por decisão unânime.
Na tentativa de se tornar o mais velho campeão mundial dos pesos pesados da história, Holyfield retornou aos ringues em 21 de dezembro de 2008. A luta ocorreu em Zurique, na Suíça. Porém, os juízes deram a vitória ao detentor do cinturão, o russo Nikolay Valuev.
Em 2013 passou por uma severa crise financeira, onde viu sua mansão, avaliada em 2,5 milhões de dólares (aproximadamente R$ 6 milhões), ser leiloada.

## Particularidades
Holyfield ficou mundialmente conhecido por vencer Mike Tyson, e por ter sido vítima de uma mordida onde parte de sua orelha foi mutilada. Ao contrário de Tyson, Holyfield não tinha estrutura física para ser um peso pesado; apenas um peso cruzador habilidoso e franzino. Para aumentar de categoria, foi submetido a um tratamento intensivo para ganho de massa muscular com Lee Haney, oito vezes Mr. Olympia, onde muitos especialistas suspeitam o uso de esteroides anabolizantes e outras substâncias que alteraram seu metabolismo. O resultado foi um peso pesado híbrido, com rosto quadrado como um diamante em lapidação, porém ágil e forte, até onde seu fígado pôde suportar.
É o único peso-pesado da história a tornar-se cinco vezes campeão mundial.